# 西加積村
西加積村（にしかづみむら）は、かつて富山県中新川郡にあった村。

## 沿革
- 1889年（明治22年）4月1日 - 町村制の施行により、上新川郡下梅沢村、上小泉村、沖田新村、上嶋村、下嶋村、上梅沢村、有金村、大門村、蒋原村、江尻村、上嶋新村及び魚躬村の区域をもって、上新川郡西加積村が発足する。
- 1896年（明治29年）3月29日 - 郡制の施行のため、上新川郡の区域から分立して、中新川郡が発足により、中新川郡に所属となる。
- 1930年（昭和5年）7月20日 - 大字魚躬の区域の一部を中新川郡東水橋町に編入する。
- 1953年（昭和28年）11月1日 - 中新川郡滑川町、中加積村、西加積村、北加積村、東加積村、早月加積村及び浜加積村が合併して、中新川郡滑川町が発足する。下梅沢にあった旧村役場は1960年まで出張所として使用された[3]。